# Tell the Truth and Run: George Seldes and the American Press
Pour plus de détails, voir Fiche technique et Distribution.
Tell the Truth and Run: George Seldes and the American Press est un film américain réalisé par Rick Goldsmith, sorti en 1996.

## Synopsis
Le film revient sur la vie du journaliste controversé George Seldes, connu comme muckraker et journaliste d'investigation ayant combattu l'injustice.

## Fiche technique
- Titre : Tell the Truth and Run: George Seldes and the American Press
- Réalisation : Rick Goldsmith
- Scénario : Rick Goldsmith et Sharon Wood
- Musique : Jon Herbst
- Photographie : Stephen Lighthill, Witt Monts et Will Parrinello
- Montage : Rick Goldsmith
- Production : Rick Goldsmith
- Société de production : Nevertire Productions
- Narration : Susan Sarandon
- Pays :  États-Unis
- Genre : Documentaire
- Durée : 90 minutes
- Dates de sortie : 
  -  États-Unis : octobre 1996

## Distinctions
Le film a été nommé à l'Oscar du meilleur film documentaire.